# Cambio climático abrupto

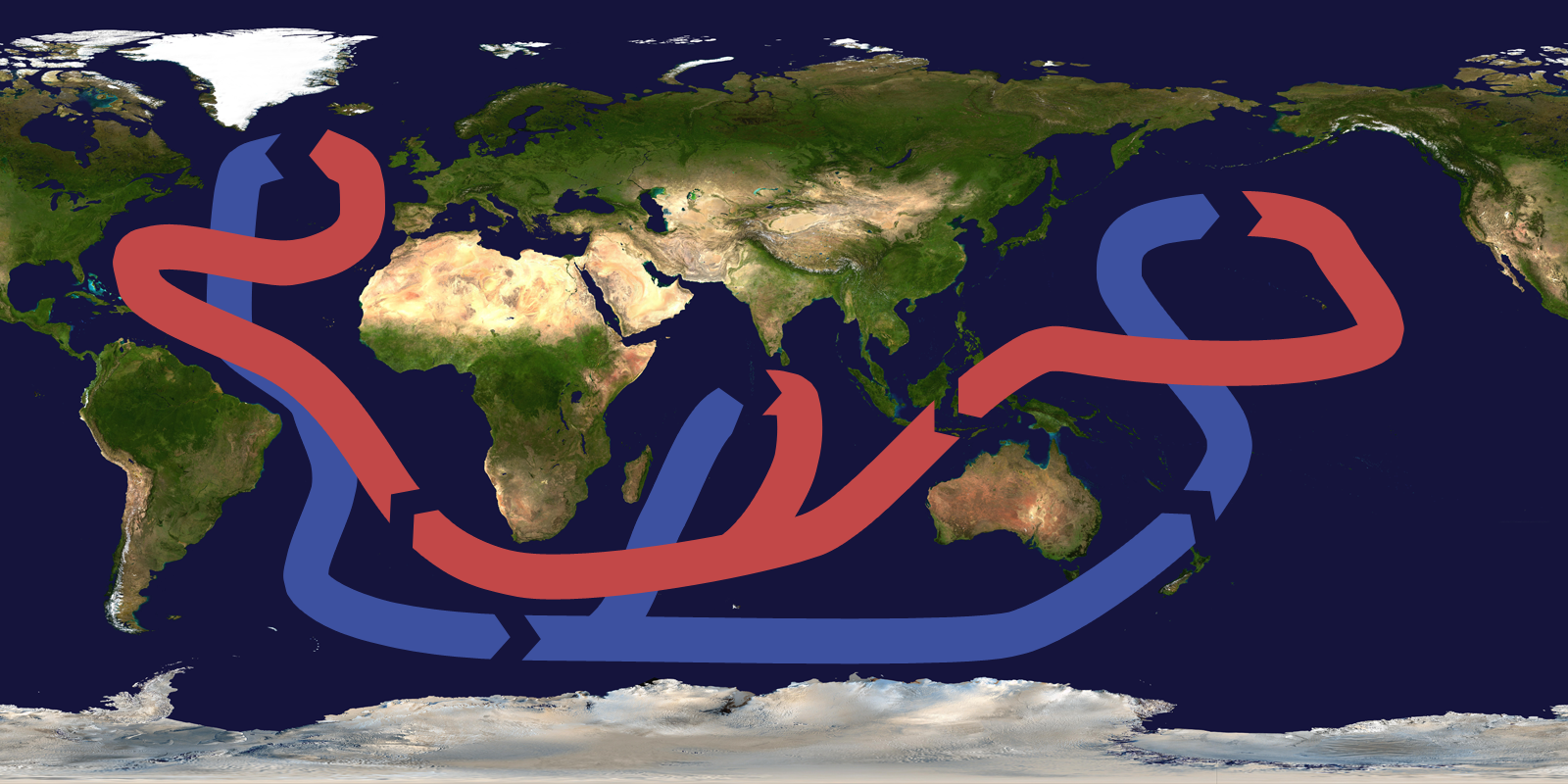
Una modificación de la corriente termohalina podría exacerbar la brutalidad de un cambio climático, al menos a nivel local y regional.
Línea azul: corrientes de aguas profundas;
Línea roja: corrientes superficiales.

Un cambio climático abrupto ocurre cuando el sistema climático es forzado a seguir una transición a un nuevo estado a una tasa determinada por el propio sistema climático, y que es más rápida que la tasa de cambio del forzamiento externo. Ejemplos de cambio climático abrupto son el final del colapso de lluvias en el Carbonífero, el Dryas Reciente, eventos Dansgaard-Oeschger, y posiblemente también el máximo térmico del Paleoceno-Eoceno.
Los gases de efecto invernadero tienen un impacto cada vez mayor en el día a día del mundo entero. Hacemos un recorrido por la ciencia para explicar qué es exactamente el calentamiento global que provoca el cambio climático y cuáles son sus consecuencias.
Es un cambio en el sistema climático a escala mundial, y que tiene lugar durante un período muy corto de tiempo desde el punto de vista geológico y climático (unas décadas o menos). Este cambio produce interrupciones significativas en los sistemas naturales, originando perturbaciones sociales y económicas, capaces de poner en riesgo la humanidad.
El término también se utiliza en el contexto del calentamiento global para describir el cambio climático repentino detectable en la escala de tiempo de una vida humana. Una de las razones propuestas para el cambio climático abrupto observado es que existen sistemas de realimentación dentro del sistema climático que atenúan las pequeñas perturbaciones causando una variedad de estados estables.
Algunos cambios abruptos también pueden ser irreversibles. Un ejemplo de un cambio climático abrupto es la rápida liberación de metano y dióxido de carbono del permafrost, lo que llevaría a un calentamiento global amplificado, o el bloqueo de la circulación termosalina. La comprensión científica del cambio climático abrupto es en general pobre. La probabilidad de cambios abruptos para algunas retroalimentaciones climáticas puede ser baja. Los factores que pueden aumentar la probabilidad de un cambio climático abrupto incluyen un calentamiento global de mayor magnitud, una mayor rapidez y un calentamiento sostenido durante periodos de tiempo más largos.
Las escalas de tiempo de los acontecimientos descritos como «abruptos» pueden variar drásticamente. Los cambios registrados en el clima de Groenlandia, a finales del Dryas Reciente, según lo medido por los núcleos de hielo, implica un repentino calentamiento de 10 °C en un plazo de pocos años. Otros cambios abruptos son los 4 °C en Groenlandia hace 11 270 años o el calentamiento abrupto de 6 °C hace 22 000 años en la Antártida. Por el contrario, el Máximo Térmico del Paleoceno-Eoceno habríase iniciado en cualquier lugar, entre unas décadas y varios miles de años.

## Definiciones
Según el Comité sobre el Cambio Climático Abrupto de la Academia Nacional de Ciencias de EE. UU.:

Fundamentalmente, hay dos definiciones de cambio climático abrupto:
- En términos de la física, es una transición del sistema climático a un modo diferente en una escala de tiempo que es más rápido que los responsables de forzantes.
- En términos de impactos, «un cambio brusco es el que se lleva a cabo tan rápidamente y de forma inesperada que los sistemas humanos o naturales tienen dificultades para adaptarse».

Estas definiciones son complementarias: la primera da una idea de cuán abrupto es el cambio climático, la última explica por qué hay tanta investigación dedicada a ella, razón por la cual inspira películas sobre catástrofes e incluso puede ser la razón por la cual usted está leyendo esta página.

## Situación actual
El IPCC afirmó que tal calentamiento global «podría dar lugar a algunos efectos que son abruptos o irreversibles».
En un artículo en Science, Alley et al. dijeron «es concebible que los forzantes del cambio climático de origen humano, están aumentando la probabilidad de grandes eventos, abruptamente. Si tal evento se repitiese, los impactos económicos y ecológicos pueden ser grandes y potencialmente graves».
En otro artículo publicado por El País, se asegura que el Ártico perderá todo su hielo por primera vez en las próximas dos décadas. Observaciones desde satélite el siglo pasado y el nuevo modelo climático pronostican que el polo norte se deshelará por completo cada septiembre, Según datos de la NASA, basados en varios satélites, la extensión del casquete polar, ha venido menguando a un ritmo del 12.6 % cada década desde 1980.

## Cambios regionales
Lenton et al. investigaron elementos puntuales en el sistema climático. Ellos producen efectos regionales del calentamiento global, algunos de los cuales habrían producido un inicio brusco, y por lo tanto puede considerarse como cambio climático abrupto. Y hallaron que «Nuestra síntesis del conocimiento actual sugiere que una variedad de elementos de inflexión podrían llegar a su punto crítico, en este siglo, bajo el cambio climático antropogénico».

## Efectos oceánicos

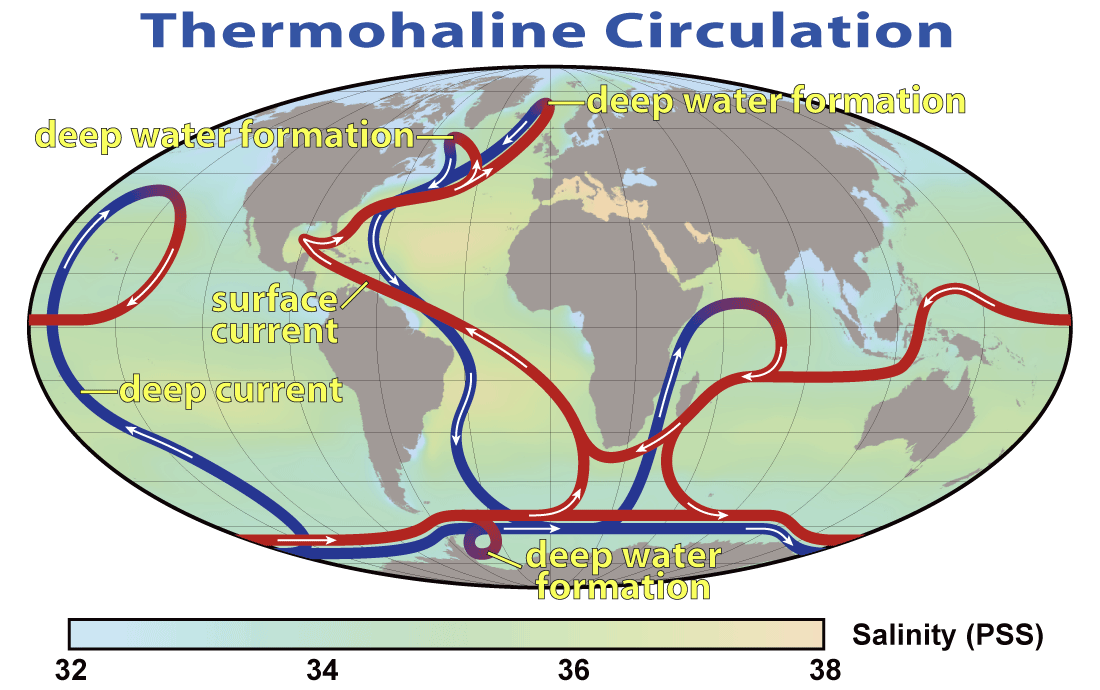
Esquema de la trayectoria de la circulación termohalina.
Línea azul: corrientes de aguas profundas;
Línea roja: corrientes superficiales.

Los océanos tienen patrones establecidos de corrientes marinas. Varias posibles interrupciones de este sistema de corrientes, han sido identificadas como resultado del calentamiento global:
- Frecuencia incrementada de los eventos El Niño.[19][20]
- Disrupción potencial de la circulación termohalina,[21] como la que pudo haber ocurrido durante el evento Dryas Reciente.[22]
- Cambios en la oscilación del Atlántico Norte[23]

## Efectos de retroalimentación climática
Una fuente de bruscos efectos del cambio climático es un proceso de feedback, en el que un evento de calentamiento causa un cambio que lleva a un mayor calentamiento. Esto puede aplicarse también a un enfriamiento. Ejemplo de este tipo de procesos de retroalimentación son:
- Retroalimentación del albedo-hielo, donde el avance o retroceso de la capa de hielo altera la «blancura» de la tierra y su capacidad para absorber la energía del sol.[24]
- La muerte y la quema de los bosques, como resultado del calentamiento global.[25]

## Pasados eventos

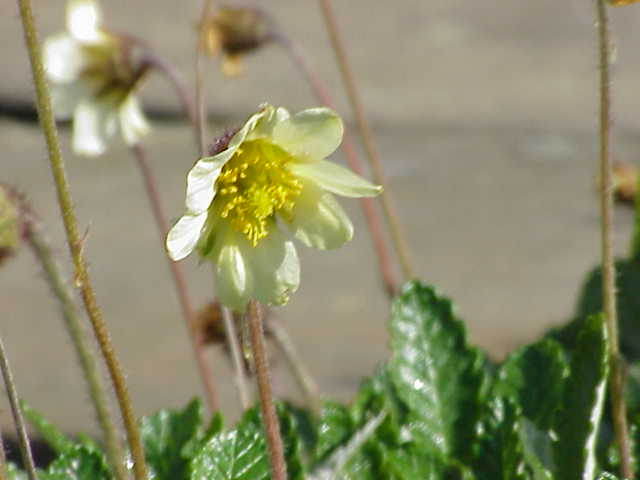
El periodo Dryas Reciente de cambio climático abrupto debe su nombre a la flor alpina Dryas

Varios periodos de cambio climático abrupto han sido identificados en los registros paleoclimáticos. Ejemplos notables incluyen:
- Aproximadamente han sido identificadas 25 variaciones climáticas, llamadas eventos Dansgaard-Oeschger, en los registros de muestras de hielo durante el periodo glacial sobre las pasadas 100 milenios. El más reciente de esos eventos ha sido el Dryas Reciente que se inició hace 12.9 milenios y que cambió el clima a un régimen de clima cálido y húmedo hace 11.6 milenios
- El evento Dryas Reciente, tuvo un repentino final. Se ha sugerido que: «La extrema rapidez de esos cambios, en una variable que representa directamente el clima regional, implicando que los eventos al final de la última glaciación pueden haber sido las respuestas a algún tipo de umbral de activación en el sistema climático del Atlántico Norte».[26] Un modelo para este acontecimiento, se basa en la interrupción de la circulación termohalina, apoyada por otros estudios.[22]
- El máximo térmico del Paleoceno-Eoceno, hace cincuenta y cinco millones de años atrás, lo que puede haber sido causado por el efecto disparo de clatratos,[27] aunque han sido identificados potenciales mecanismos alternativos.[28] Esto se asoció con una rápida acidificación del océano[29]
- La extinción masiva del Pérmico-Triásico, también señalada como gran mortandad, en el que hasta el 95% de todas las especies se extinguieron, ha formulado la hipótesis de estar relacionado con un rápido cambio en el clima mundial.[30][31] La vida en la Tierra tomó 30 000 milenios (30M) en recuperarse.[32]
- El colapso de bosques del Carbonífero ocurrido hace 300 000 milenios, momento en el que los bosques tropicales fueron devastadas por el cambio climático. El clima más fresco, y seco, tuvo un efecto grave sobre la biodiversidad de los anfibios, la principal forma de vida de los vertebrados en la tierra.[2]

También en los cambios abruptos del clima, se asocia con catastróficos avenamientos de lagos glaciales. Un ejemplo de eso es el evento de 8.200 años, asociado con el drenaje del Glaciar y lago Agassiz. Otro ejemplo es la inversión del invierno antártico, ca. 14.5 milenios antes del presente (AP), que se cree que han sido causados por un pulso de agua de deshielo del indlandsis de la Antártida. Estos eventos de agua de deshielo de liberación rápida, se han considerado como causa de los ciclos Dansgaard-Oeschger.

## Cambios abruptos del clima desde 1976
Habiendo durado el ENSO de 1997 el doble de tiempo de lo normal, las selvas de la cuenca del Amazonas y del sureste Asiático podrían haber emitido mucho más dióxido de carbono adicional a la atmósfera por la quema y descomposición, con olas de calor y condiciones climáticas extremas, rápidamente sentidas en todo el mundo (el escenario «Quema localmente, crash global».)
La mayoría de los cambios climáticos abruptos, sin embargo, es probable que sean debidos a cambios bruscos de circulación, de forma análoga a una inundación por corte de un nuevo cauce de río. Los ejemplos más conocidos son los cierres de varias decenas de circulaciones termohalinas meridionales del océano Atlántico Norte, durante la última edad de hielo, afectando al clima en todo el mundo. Pero ha habido una serie de cambios climáticos abruptos menos dramáticos, desde 1976, junto con algunos conatos.
- El cambio de la circulación en el Pacífico occidental, en el invierno de 1976-1977[37] demostrando tener un impacto mucho más amplio.
- Desde 1950, «El Niño» ha sido débil y corto, y «La Niña» a menudo grande y de largo plazo, y ese patrón se revirtió después de 1977
- Las temperaturas de la Tierra permanecieron relativamente sin tendencia de 1950 a 1976, pese a subir las emisiones de CO2 de 310 a 332 ppm al subir el triple las emisiones de combustible fósil. Luego en 1977 hubo un marcado cambio observado en la Tº global media en superficie, aumentando aproximadamente 2 °C/siglo[38]
- La expansión de los trópicos por sobrecalentamiento, es por lo general, pensado de ser gradual, pero el porcentaje de la superficie de la tierra en las dos clasificaciones más extremas de la sequía de repente se duplicó en 1982, y permaneció allí hasta 1997, cuando saltó al triple (después de seis años, se pasó hacia el doble).[39] Aunque sus inicios se correlacionan con los particularmente grandes fenómenos «El Niño» de 1982 y de 1997, las etapas de la sequía mundial superaron la duración de 13 meses de los fenómenos «El Niño».
- Hubo tiros errados para «quema local, crash global» en Amazonia en 1998, 2005, y en 2007, cada uno con mayor inflamabilidad que su predecesor[35][40]
- También ha habido dos ocasiones en que la circulación termohalina del Atlántico Meridional perdió el factor crucial de la seguridad. El paso del mar de Groenlandia a 75 °N se cerró en 1978, recuperándose en la próxima década.[41] A continuación, el sitio segundo de calentamiento más grande, el mar Labrador, cerró en 1997[42] durante diez años[43] Si bien las paradas, superpuestas en el tiempo, no se han visto durante los cincuenta años de observación, los anteriores paros totales han tenido graves consecuencias sobre el clima en todo el mundo.[16]

Esto hace que los cambios climáticos abruptos, más que como un ataque cardiaco, que como una enfermedad crónica cuyo curso se pueden extrapolar. Al igual que los ataques cardiaco, algunos cambios climáticos bruscos son menores, otros son catastróficos; y no se puede predecir cómo ni cuándo. El historial reciente, sin embargo, es que ha habido varios cambios repentinos y varios tiros errados en cada década desde 1976.

## Efectos consiguientes

La extinción en el periodo de transición Pérmico–Triásico, marcado «P-Tr», es el mayor evento significativo de extinción de géneros marinos.

El cambio climático abrupto probablemente ha sido la causa de una variedad de efectos graves:
- Acidificación oceánica rápida,[29] que puede dañar la vida marina (tales como corales).[44]
- Extinciones masivas en el pasado, en particular la extinción en el «caso Pérmico-Triásico» (a menudo denominado como la gran mortandad) y el colapso de lluvias en el Carbonífero, se han propuesto como consecuencia del cambio climático abrupto.[2]